# Lista de presidentes de Aragão
Lista de presidentes de Aragão, Comunidade Autônoma da Espanha.
| Nº  | Nome                             | Início                 | Fim                    | Partido |
| --- | -------------------------------- | ---------------------- | ---------------------- | ------- |
| 1.  | Joaquín Ascaso                   | 1936                   | 1937                   | CNT     |
| 1.  | Juan Antonio Bolea Foradada      | 1978                   | 1981                   | UCD     |
| 2.  | Gaspar Castellano y de Gastón    | 1981                   | 1982                   | UCD     |
| 3.  | José María Hernández de la Torre | 1982                   | 1982                   | UCD     |
| 4.  | Juan Antonio de Andrés Rodríguez | 1982                   | 6 de junho de 1983     | UCD     |
| 5.  | Santiago Marraco Solana          | 6 de junho de 1983     | 3 de agosto de 1987    | PSOE    |
| 6.  | Hipólito Gómez de las Roces      | 3 de agosto de 1987    | 12 de julho de 1991    | PAR     |
| 7.  | Emilio Eiroa García              | 12 de julho de 1991    | 15 de setembro de 1993 | PAR     |
| 8.  | José Marco Berges                | 15 de setembro de 1993 | 18 de janeiro de 1995  | PSOE    |
| 9.  | Ramón Tejedor Sanz               | 18 de janeiro de 1995  | 7 de julho de 1995     | PSOE    |
| 10. | Santiago Lanzuela Marina         | 7 de julho de 1995     | 2 de agosto de 1999    | PP      |
| 11. | Marcelino Iglesias Ricou         | 2 de agosto de 1999    | 13 de julho de 2011    | PSOE    |
| 12. | Luisa Fernanda Rudi              | 13 de julho de 2011    | 5 de julho de 2015     | PP      |
| 13. | Javier Lambán Montañés           | 5 de julho de 2015     | 11 de agosto de 2023   | PSOE    |
| 14. | Jorge Azcón                      | 11 de agosto de 2023   | presente               | PP      |